# Carol Queen
Carol Queen (San Francisco, California; 1957) es una autora, editora, socióloga y sexóloga estadounidense, estudiosa del movimiento feminismo prosexo. Queen ha sido dos veces Gran Mariscal del Orgullo LGBTQ de San Francisco. Ha escrito sobre la sexualidad humana en libros como Real Live Nude Girl: Chronicles of Sex-Positive Culture, así como un tutorial sobre sexo, Exhibitionism for the Shy: Show Off, Dress Up and Talk Hot, y libros eróticos, como la novela The Leather Daddy and the Femme. Además de su faceta como escritora y divulgadora, Queen ha producido películas para adultos y ha presentado y organizado eventos, talleres y conferencias. Queen fue instructora y protagonista de las dos entregas de la serie Bend Over Boyfriend sobre el sexo anal entre mujeres y hombres, o pegging. También ha sido editora de recopilaciones y antologías. Es educadora sexual positiva en Estados Unidos.

## Good Vibrations
Queen trabaja como sexóloga de plantilla para Good Vibrations, la empresa de venta de juguetes sexuales de San Francisco. En esta función, diseñó un programa educativo que ha formado a muchos otros educadores sexuales actuales y pasados de Good Vibrations, como Violet Blue, Charlie Glickman y Staci Haines.

## Labor como escritora
Queen es conocida como editora profesional, escritora y comentarista de obras como Real Live Nude Girl: Chronicles of Sex-Positive Culture, Pomosexuals y Exhibitionism for the Shy. Ha escrito para revistas con jurado y compendios como The Journal of Bisexuality y The International Encyclopedia of Human Sexuality. Ha contribuido con el artículo "The Queer in Me" a la antología Bi Any Other Name: Bisexual People Speak Out.

## Absexualidad
Queen introdujo el neologismo absexual junto a su pareja. Basado en su prefijo ab- (como en "aborrecer" o en "abreacción"), representa una forma de sexualidad en la que alguien se estimula alejándose de la sexualidad o se opone moralmente al sexo. Betty Dodson definió el término como una descripción de "la gente que se queja del sexo y trata de censurar el porno". Queen propuso la inclusión del concepto en el DSM-5 de la Asociación Americana de Psiquiatría. Darrell Hamamoto considera que la visión de Queen de la absexualidad es juguetonamente amplia: "la actual 'absexualidad' abrazada por muchos críticos progresistas y conservadores de la literatura pornográfica es en sí misma una especie de 'perversión' derivada de una necesidad compulsiva de imponer sus propias costumbres sexuales a aquellos a los que condenan con justicia como réprobos iluminados".

## Desarrollo de SHARP
En el año 2000, Queen y su compañero Robert Morgan Lawrence publicaron un ensayo conjunto en el Journal of Bisexuality en el que detallaban el papel de los bisexuales de San Francisco en el desarrollo de estrategias de sexo seguro en respuesta a la incipiente crisis del sida en la década de 1980. Queen detalló el desarrollo, por parte de ella y de Lawrence, de una versión de sexo seguro de la formación SAR o Revaluación de Actitudes Sexuales, que denominaron Proceso de Reestructuración de Actitudes de Salud Sexual (SHARP). Originalmente un programa iniciado por el IASHS, el SHARP se describe como una combinación de "conferencias, películas, vídeos, diapositivas y compartición personal", así como "técnicas de masaje, carreras de relevos de condones, un ritual con los ojos vendados conocido como el Sensorium que enfatizaba la transformación y el enfoque sensorial, y mucho más". En 2007, Queen expresó la intención de revivir la formación del SHARP.

## Vida personal
Queen es una wiccana. Es bisexual.